# Leges ab omnibus intelligi debent
Leges ab omnibus intelligi debent (traduzione: le leggi debbono poter essere comprese da tutti) è una locuzione latina usata in ambito giuridico che sottolinea l'importanza della chiarezza espressiva di una legge, quale presupposto per rendere accessibile a tutti la comprensione del suo significato.